# Kamendaka discicara
Kamendaka discicara är en insektsart som beskrevs av Van Stalle 1986. Kamendaka discicara ingår i släktet Kamendaka och familjen Derbidae. Inga underarter finns listade i Catalogue of Life.